# Liste der Kulturdenkmale in Löbnitz (Sachsen)

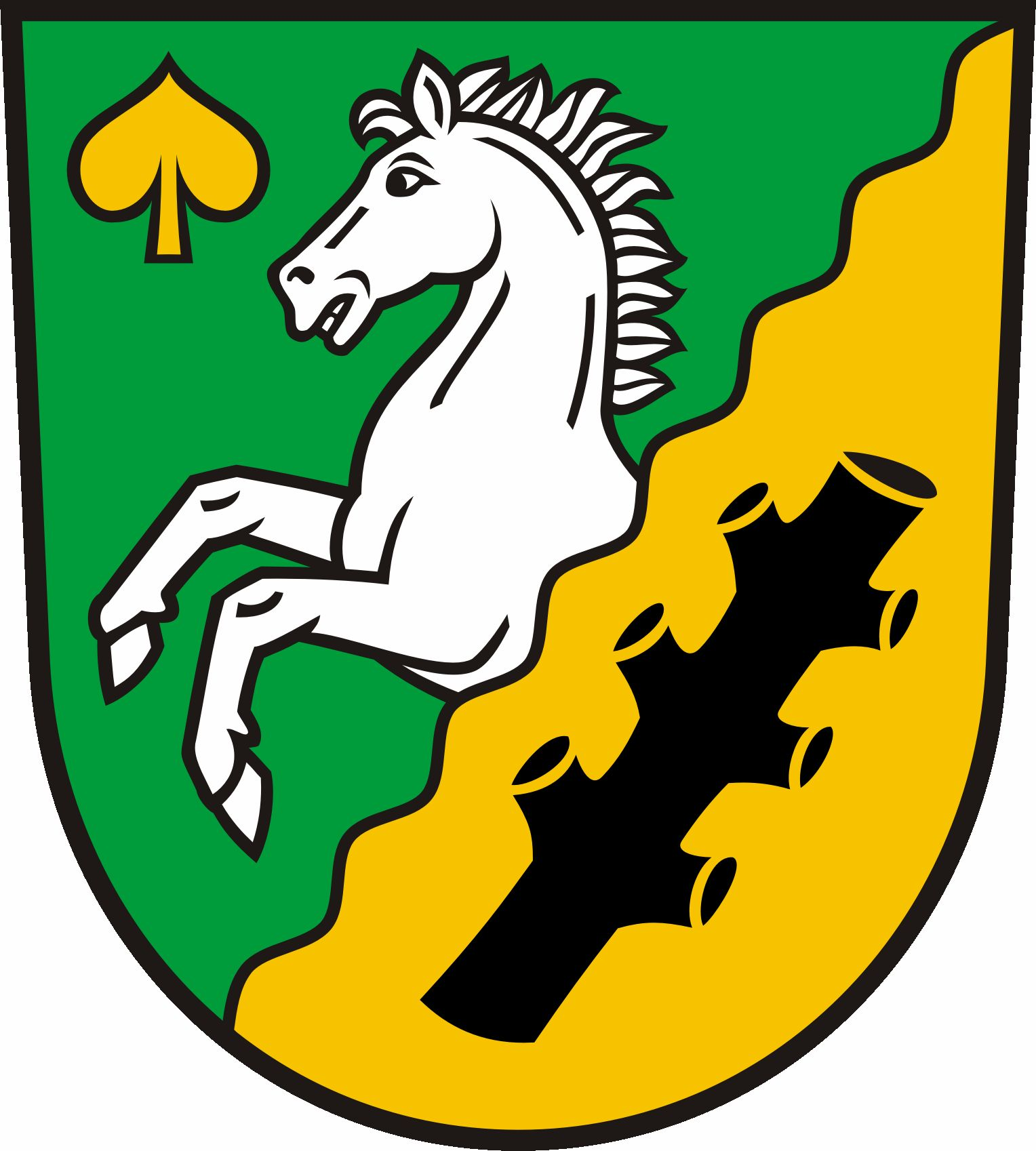
Wappen von Löbnitz

In der Liste der Kulturdenkmale in Löbnitz sind die Kulturdenkmale der sächsischen Gemeinde Löbnitz verzeichnet, die bis Mai 2020 vom Landesamt für Denkmalpflege Sachsen erfasst wurden (ohne archäologische Kulturdenkmale). Die Anmerkungen sind zu beachten.
Diese Aufzählung ist eine Teilmenge der Liste der Kulturdenkmale im Landkreis Nordsachsen.

## Löbnitz
| Bild                                    | Bezeichnung | Lage                                  | Datierung                                                                                       | Beschreibung | ID       |
| --------------------------------------- | --- | ------------------------------------- | ----------------------------------------------------------------------------------------------- | --- | -------- |
|                                         | Gasthaus „Zum Eichenast“, mit Relieftafel | Delitzscher Straße 2 (Karte)          | Bezeichnet mit 1799                                                                             | Eckgebäude mit Putzfassade und Krüppelwalmdach, Sandsteintafel zeigt Eichenast als Wappen der Familie von Schönfeldt, stattlicher Bau in exponierter Lage, von ortsgeschichtlicher Bedeutung. Zwei Geschosse, neue Fenster, neuer Putz, neue Dachdeckung, vermutlich in den 1930er Jahren verändert, Inschrifttafel über der Tür mit Eichenast. | 08972068 |
| Weitere Bilder                          | Evangelische Stadtkirche (mit Ausstattung) | Delitzscher Straße 3 (Karte)          | Im Kern 13. Jahrhundert; 2. Hälfte 16. Jahrhundert                                              | Saalbau mit Westturm, verfügt über eine außerordentlich reiche und kunstgeschichtlich hochrangige Ausstattung, baugeschichtlich, künstlerisch und ortsgeschichtlich von Bedeutung | 08972034 |
| Weitere Bilder                          | Denkmal für die Gefallenen des Ersten Weltkrieges | Delitzscher Straße 3 (bei) (Karte)    | Nach 1918                                                                                       | Ortsgeschichtlich von Bedeutung, großer Block auf Sockel mit Inschrifttafeln (teilweise entfernt, ehemals bekrönt durch eisernes Kreuz), ruinöser Zustand | 08972035 |
| Weitere Bilder                          | Bockwindmühle Döbler | Delitzscher Straße 28 (Karte)         | Um 1760                                                                                         | Technikgeschichtliche Bedeutung. Bock und Mühlenkasten holzverkleidet mit Fensteröffnungen und rückwärtigem Eingang, Steert und Flügelkreuz (Türenflügel) nicht original, einseitiges Krüppelwalmdach (Dachpappe). Laut Tafel erbaut um 1760, um 1924 Elektromotor eingebaut, bis 1955 als Mahlmühle genutzt, 1993/1994 restauriert. | 08972030 |
|                                         | Wohnhaus | Dübener Straße 20 (Karte)             | Bezeichnet mit 1907                                                                             | Ansprechend gestaltete, gründerzeitliche Klinkerfassade, baugeschichtlich und ortsentwicklungsgeschichtlich von Bedeutung. Zwei Geschosse, rote und gelbe Klinkerfassade mit Gliederung, saniert, neue Fenster und Haustür. Sandsteintafel über Eingang: Spruch bezeichnet 1907, erbaut von Anton Schöttge. | 08972037 |
| Direkt Bild zu diesem Denkmal hochladen | Inschrifttafel am Wirtschaftsgebäude des ehemaligen Rittergutes (Hofteil) | Dübener Straße 21 (Karte)             | Ende 19. Jahrhundert                                                                            | Sandsteintafel mit den Initialen „A v.S“ und mit Eichenast, an einem ehemaligen Wirtschaftsgebäude im Hof, erinnert an den früheren Gutsbesitzer Adolf von Schönfeldt, ortsgeschichtlich von Bedeutung | 08972039 |
| Weitere Bilder                          | Wegestein | Dübener Straße 50 (gegenüber) (Karte) | Bezeichnet mit 1841                                                                             | Sandsteinstele mit Inschrift, verkehrsgeschichtlich von Bedeutung. Mit Inschrift („Roitzsch und Düben 2 Std.“) kurz vor dem Ortseingang Roitzschjora. | 08972070 |
|                                         | Wohnhaus | Parkstraße 1 (Karte)                  | Um 1900                                                                                         | Verhältnismäßig aufwendig gestalteter Klinkerbau der Gründerzeit, baugeschichtlich von Bedeutung. Zwei Geschosse, acht Achsen, gelbe Klinker mit Gliederung durch rote Klinker und Formziegel, Konsolen an der Traufe, saniert, Fenster und Dach neu, Fensterläden neu, Fensterbekrönungen. | 08972032 |
| Weitere Bilder                          | Ehemaliges Herrenhaus des Rittergutes, genannt Schloss Löbnitz (heute Pflegeheim), ehemaliges Gutsverwaltergebäude (Haus II des Pflegeheimes) sowie Allee an der Straße Anlage (Gartendenkmal) und Schlosspark (Gartendenkmal, mit zwei Parkteilen, Parkteil am Rittergut-Schlossteil und Parkteil am Rittergut-Hofteil nahe der Straße Fasanerie)       | Parkstraße 21 (Karte)                 | 18. Jahrhundert                                                                                 | Schloss ein barocker Putzbau mit Mansarddach, als Bestandteile des ehemaligen Rittergutes von ortshistorischer und kulturgeschichtlicher Bedeutung. - Herrenhaus: zwei Geschosse, Mansarddach, Gebäude liegt L-förmig auf Hügel, zum Hof 8/6 Achsen, teilweise stehende Dachfenster, datiert 1903 im Fußboden - Haus II: stattlicher Putzbau mit Krüppelwalmdach, drei Geschosse, vermutlich Lehm-Erdgeschoss und Fachwerk-Obergeschoss, Fassade geglättet - Pavillon im Park: auf rechteckigem Grundriss mit Dachreiter, zwei Rundbögen, mit Baumrinde verkleidet; Abbruch vor 2010, nur noch Fundament erhalten, dieses beim Hochwasser 2013 beschädigt, Wiederaufbau des Pavillons geplant                                              | 08972072 |
| Weitere Bilder                          | Denkmal für die Gefallenen des Ersten Weltkrieges | Parkstraße 26 (bei) (Karte)           | Nach 1918                                                                                       | Ortsgeschichtlich von Bedeutung, Sandsteinblock auf Sockel aus Ziegel und Sandstein, mit Inschrifttafel aus geschliffenen Granit, bekrönt durch Helm | 08972031 |
| Weitere Bilder                          | Friedhofskapelle, mehrere alte Grabmale (1. Eleonore von Schönfeldt, 2. Auguste von Schönfeldt bezeichnet mit 1878, 3. Adolph von Schönfeldt, 4. Auguste von Schönfeldt bezeichnet mit 1922), Denkmal für ertrunkene Turnergruppe und Ehrenfriedhof der im Zweiten Weltkrieg Gefallenen, weiterhin Grabmal eines Unbekannten in Form eines Eichenstammes | Scholitzer Weg (Karte)                | 1860 (Grabmal); 1878 (Grabmal); um 1880/1890 (Friedhofskapelle); 1899 (Denkmal); 1922 (Grabmal) | Kapelle ein Klinkerbau in neogotischen Formen, Denkmal für in der Mulde ertrunkene Turnergruppe in Form eines Obelisken, baugeschichtlich und ortsgeschichtlich von Bedeutung. - Kapelle: neogotischer Klinkerbau mit Verzierungen an der Traufe, Sandsteinsockel, Bekrönungen durch Obelisken und Akroterien - Denkmal für in der Mulde ertrunkene Turnergruppe: Sandstein, Obelisk über Grottensteinsockel, schwarze Steintafel mit Inschrift der Namen - Denkmal: Signatur L.Richter, Bitterfeld, Zustand schlecht - Grabstätte erneuert, Grabsteine kein Denkmal, ehemals farbig gefelderter (?) Stein, alle vier Natursteinblöcke behauen, mit Kreuzaufsatz, schlechter Zustand, denkmalwerte Grabsteine am Rand des neuen Friedhofes | 08972042 |
| Weitere Bilder                          | Katholische Pfarrkirche Christkönig (mit Ausstattung) | Scholitzer Weg 3 (Karte)              | 1955–1956                                                                                       | Saalbau mit Ostturm und Sakristeianbau, im traditionalistischen Stil der 1950er Jahre mit Anklängen an die Neoromanik, Architekt Johannes Reuter (Bitterfeld), baugeschichtlich, ortsgeschichtlich und kunstgeschichtlich von Bedeutung. Verputzter Bau mit Turm auf quadratischem Grundriss, mittlerer Eingang mit zwei originalen Lampen, Natursteinsockel. | 08972041 |

## Reibitz
| Bild           | Bezeichnung                                                         | Lage                             | Datierung                                                                                    | Beschreibung | ID       |
| -------------- | ------------------------------------------------------------------- | -------------------------------- | -------------------------------------------------------------------------------------------- | --- | -------- |
| Weitere Bilder | Werbeliner Bockwindmühle mit technischer Ausstattung                | (Flur 2, Flurstück 39/7) (Karte) | 1844                                                                                         | 1844 in Werbelin erbaut, Betrieb 1961 eingestellt, wurde 1991 demontiert (wegen Braunkohleabbau) und eingelagert, 1994 wiederaufgebaut, technikgeschichtlich von Bedeutung. Besonderheit: technische Ausstattung entspricht dem Stand einer mittelalterlichen Lochmühle. Lage beim Schullandheim Reibitz. | 08972016 |
| Weitere Bilder | Kirche (mit Ausstattung)                                            | Kirchstraße 14 (Karte)           | 1755, im Kern älter (Kirche); 13. Jahrhundert (Altar); 17. Jahrhundert (Taufe); 1894 (Orgel) | Barocke Saalkirche mit romanischem Kern, kleiner eingezogener Kirchturm, ortsgeschichtlich und baugeschichtlich von Bedeutung. 1769 Verkürzung des Dachreiters, Altar aus dem 13. Jahrhundert, Sandsteintaufe aus dem 17. Jahrhundert, Orgel von Wilhelm Rühlmann von 1894.                               | 08972014 |
| Weitere Bilder | Wassermühle Reibitz: Drei Mühlengebäude mit technischer Ausstattung | Teichstraße 16 (Karte)           | 1836                                                                                         | Ehemalige Wassermühle mit zum Teil noch erhaltener Mühltechnik, technikgeschichtlich von Bedeutung | 08972071 |

## Roitzschjora
| Bild           | Bezeichnung                                       | Lage                      | Datierung | Beschreibung                                      | ID       |
| -------------- | ------------------------------------------------- | ------------------------- | --------- | ------------------------------------------------- | -------- |
| Weitere Bilder | Denkmal für die Gefallenen des Ersten Weltkrieges | Triftweg 2a (bei) (Karte) | Nach 1918 | Ortsgeschichtlich von Bedeutung, Natursteinplatte | 08972018 |

### Ehemaliges Kulturdenkmal (Roitzschjora)
| Bild           | Bezeichnung               | Lage                   | Datierung | Beschreibung | ID       |
| -------------- | ------------------------- | ---------------------- | --------- | --- | -------- |
| Weitere Bilder | Reste einer Bockwindmühle | Am Flugplatz 2 (Karte) | 1835–1836 | Selten gewordener Mühlentyp, regional- und technikgeschichtlich von Bedeutung; die Mühle war bei einem Besuch im März 2017 nicht mehr vorhanden | 08972017 |

## Sausedlitz
| Bild           | Bezeichnung                                                               | Lage                              | Datierung                                                                       | Beschreibung | ID       |
| -------------- | ------------------------------------------------------------------------- | --------------------------------- | ------------------------------------------------------------------------------- | --- | -------- |
| Weitere Bilder | Denkmal für die Gefallenen des Ersten Weltkrieges                         | Dorfstraße (Karte)                | Nach 1918                                                                       | Ortsgeschichtlich von Bedeutung, Natursteinsockel auf verputztem Backsteinsockel mit Namen der Gefallenen | 08972023 |
| Weitere Bilder | Kirche (mit Ausstattung) sowie Grabmal Familie Prautzsch auf dem Kirchhof | Dorfstraße (Karte)                | Mitte 12. Jahrhundert, später überformt (Kirche); bezeichnet mit 1932 (Grabmal) | Romanische Saalkirche mit eingezogenem Westturm, barock überformt, ortsgeschichtlich, ortsbildprägend und baugeschichtlich von Bedeutung. Großes Grabmal aus Muschelkalk mit säendem Mann und zwei Kränzen, zwei geschliffene Granitplatten. | 08972020 |
| Weitere Bilder | Ehemaliges Pfarrhaus                                                      | Dorfstraße 1 (Karte)              | 18. Jahrhundert                                                                 | Gebäude mit Putzfassade und Krüppelwalmdach, Bau von ortsgeschichtlicher Bedeutung. Zwei Geschosse, 1993 saniert (neue Fenster, neue Dachdeckung), Schleppgaupe. | 08972019 |
| Weitere Bilder | Dorfbrunnen                                                               | Dorfstraße 11 (vor) (Karte)       | 19. Jahrhundert                                                                 | In der Ortsmitte, ortsgeschichtlich von Bedeutung, Feldsteinbrunnen | 08972022 |
| Weitere Bilder | Seitengebäude eines ehemaligen Vierseithofes                              | Dorfstraße 15 (Karte)             | Ende 19. Jahrhundert                                                            | Klinkerbau (Stall) mit Satteldach, nahezu unverändert überkommener Bestandteil einer Hofanlage im alten Ortskern, baugeschichtlich von Bedeutung. Natursteinsockel, gelbe Klinker mit Klinkergliederung, giebelständig, alle Fenster original, insgesamt ungestört. Scheune massiver Lehmbau, stattlich, bewegter Dachstuhl; Scheune vor 2014 abgebrochen. Wohnhaus und übrige Bauten kein Denkmal, straßenbildprägendes Gehöft.                                    | 08972025 |
|                | Auszugshaus eines Bauernhofes                                             | Dorfstraße 24 (Karte)             | 19. Jahrhundert                                                                 | Giebelständiger Lehmbau mit Satteldach, relativ ungestört erhaltener Bestandteil einer Hofanlage, baugeschichtlich von Bedeutung. Ein Geschoss, originale Fenster im Giebel, alter Dachstuhl, einfache Biberschwanzdeckung, Fenster im Erdgeschoss vermauert. Die übrigen Bestandteile des Hofes kein Denkmal. | 08972026 |
|                | Wohnhaus und Toranlage                                                    | Flurstraße 1 (Karte)              | Bezeichnet mit 1906                                                             | Gebäude mit gelber Klinkerfassade, relativ aufwendig gestaltetes und gut erhaltenes Wohnhaus der Jahrhundertwende um 1900, straßenbildprägend und baugeschichtlich von Bedeutung. Zwei Geschosse, 3-1-3 Achsen, gelbe Klinker mit ockerfarbenen Klinkern, schlichte Gliederung mit Formziegeln (Fensterbekrönungen), Ecke durch Giebel mit Kugel- und Obeliskenbekrönung betont, Zugang an Ecke vermauert, saniert, Fenster neu. Restliche Hofgebäude kein Denkmal. | 08972027 |
| Weitere Bilder | Seitengebäude und Toreinfahrt eines Bauernhofes                           | Hauptstraße 46 (Karte)            | Bezeichnet mit 1908                                                             | Stallgebäude mit gelber und roter Klinkerfassade mit schlichter Gliederung, giebelständig zur Straße, nahezu ungestört erhaltene Bestandteile einer Hofanlage am Ortsrand, baugeschichtlich von Bedeutung. Fast ungestört erhaltenes Satteldach. Scheune: Natursteinsockel, gelbe Klinker mit Lisenengliederung durch rote Klinker, Satteldach (bezeichnet mit 1914?), Scheune kein Denkmal, straßenbildprägend.                                                    | 08972028 |
| Weitere Bilder | Seitengebäude eines Bauernhofes                                           | Hauptstraße 48 (Karte)            | Um 1900                                                                         | Klinkerbau, ungestört erhaltenes Zeugnis einer Hofanlage in exponierter Lage am Ortsrand, baugeschichtlich von Bedeutung. Natursteinsockel, gelbe und rote Klinker, schlichte Klinkergliederung. Restliche Bauten kein Denkmal, straßenbildprägend. | 08972029 |
| Weitere Bilder | Ehemaliges Herrenhaus des Rittergutes                                     | Straße der Freundschaft 5 (Karte) | 2. Hälfte 18. Jahrhundert                                                       | Barocker Putzbau mit Mansarddach, ehemaliger Besitz des Grafen Vitzthum von Eckstädt, Gebäude von ortsgeschichtlicher und bauhistorischer Bedeutung. Zwei Geschosse, neun Achsen, fünfachsiger Mittelrisalit mit Dreiecksgiebel, Eingangsbereich verändert, Fenster alt, restliche Gebäude entweder abgerissen oder stark verändert, Giebelseiten des Gutshauses durch Fenstereinbauten stark verändert, im Inneren gekehlte Decken mit schlichten Stuckprofilen.   | 08972024 |

## Tabellenlegende
- Bild: Bild des Kulturdenkmals, ggf. zusätzlich mit einem Link zu weiteren Fotos des Kulturdenkmals im Medienarchiv Wikimedia Commons. Wenn man auf das Kamerasymbol klickt, können Fotos zu Kulturdenkmalen aus dieser Liste hochgeladen werden:
- Bezeichnung: Denkmalgeschützte Objekte und ggf. Bauwerksname des Kulturdenkmals
- Lage: Straßenname und Hausnummer oder Flurstücknummer des Kulturdenkmals. Die Grundsortierung der Liste erfolgt nach dieser Adresse. Der Link (Karte) führt zu verschiedenen Kartendiensten mit der Position des Kulturdenkmals. Fehlt dieser Link, wurden die Koordinaten noch nicht eingetragen. Sind diese bekannt, können sie über ein Tool mit einer Kartenansicht einfach nachgetragen werden. In dieser Kartenansicht sind Kulturdenkmale ohne Koordinaten mit einem roten bzw. orangen Marker dargestellt und können durch Verschieben auf die richtige Position in der Karte mit Koordinaten versehen werden. Kulturdenkmale ohne Bild sind an einem blauen bzw. roten Marker erkennbar.
- Datierung: Baubeginn, Fertigstellung, Datum der Erstnennung oder grobe zeitliche Einordnung entsprechend des Eintrags in der sächsischen Denkmaldatenbank
- Beschreibung: Kurzcharakteristik des Kulturdenkmals entsprechend des Eintrags in der sächsischen Denkmaldatenbank, ggf. ergänzt durch die dort nur selten veröffentlichten Erfassungstexte oder zusätzliche Informationen
- ID: Vom Landesamt für Denkmalpflege Sachsen vergebene, das Kulturdenkmal eindeutig identifizierende Objekt-Nummer. Der Link führt zum PDF-Denkmaldokument des Landesamtes für Denkmalpflege Sachsen. Bei ehemaligen Kulturdenkmalen können die Objektnummern unbekannt sein und deshalb fehlen bzw. die Links von aus der Datenbank entfernten Objektnummern ins Leere führen. Ein ggf. vorhandenes Icon  führt zu den Angaben des Kulturdenkmals bei Wikidata.